# 切尔茜·斯图尔特
切尔茜·斯图尔特（英語：Chelsea Stewart，1990年4月28日—），加拿大女子足球运动员。她曾代表加拿大国家队参加2012年夏季奥林匹克运动会足球比赛，获得一枚铜牌。她也曾参加2011年世界杯女子足球赛。